# Pista bansei
Pista bansei är en ringmaskart som beskrevs av Saphronova 1988. Pista bansei ingår i släktet Pista och familjen Terebellidae. Arten har ej påträffats i Sverige. Inga underarter finns listade i Catalogue of Life.